# Muhlenbergia flexuosa
Muhlenbergia flexuosa är en gräsart som beskrevs av Albert Spear Hitchcock. Muhlenbergia flexuosa ingår i släktet muhlygräs, och familjen gräs. Inga underarter finns listade i Catalogue of Life.